# Fakaofo
Fakaofo, conosciuto come Bowditch Island, è un atollo corallino facente parte delle isole Tokelau.
In totale copre una superficie di 3 km².